# Los Taques
Los Taques è un comune del Venezuela situato nello stato del Falcón.
Il capoluogo del comune è la città di Santa Cruz de Los Taques.